# Каркина, Виктория Сергеевна
Виктория Сергеевна Каркина (урожд. Гладышева) (род. 9 мая 1989 года) — российская лыжница, чемпионка Универсиады, призёр чемпионата России.

## Карьера
Выступает за Кемеровскую область и Сахалинскую область. Тренируется в Кемерово у Галины Гольцовой.
На зимней Универсиаде 2015 года стала чемпионкой в эстафете.
Серебряный призёр чемпионата России 2014 года в эстафете в составе сборной Сибирского ФО.
Студентка КемГУКиИ.
Муж — Владимир Каркин, лыжник.